# Leptotarsus (Phymatopsis) nigrolimbatus
Leptotarsus (Phymatopsis) nigrolimbatus is een tweevleugelige uit de familie langpootmuggen (Tipulidae). De soort komt voor in het Australaziatisch gebied.